# Karl Hoppe (Germanist)
Karl Hoppe (* 21. Oktober 1892 in Osterwieck; † 27. Juni 1973 in Braunschweig) war ein deutscher Germanist und Wilhelm-Raabe-Forscher.

## Leben
Hoppe erwarb sein Abitur in Blankenburg und studierte anschließend Germanistik, Geschichte und Philosophie an den Universitäten Heidelberg, Leipzig und Berlin. In Berlin wurde er 1920 mit einer Arbeit über Georg Büchner zum Dr. phil. promoviert und war anschließend als Lehrer für Germanistik an der Leipziger Volksakademie tätig. In jener Zeit trat er in die SPD ein. Er war seit 1921 mit der Literaturwissenschaftlerin Else Hoppe (1897–1973) verheiratet.
Hoppe wechselte 1927 an die TH Braunschweig, wo er sich 1929/30 (im dritten Anlauf) habilitierte. Von 1932 bis 1961 war er dort Professor für deutsche Sprache und Literatur. Von 1933 bis 1936 stand er als Dekan der kulturwissenschaftlichen Abteilung vor, in der sein institutionelles Agieren über das eines Mitmachers hinausging.
Nach der „Machtergreifung“ der Nationalsozialisten trat er zum 1. Mai 1933 der NSDAP (Mitgliedsnummer 2.801.520) und im selben Jahr dem NS-Lehrerbund bei. Seit 1935 gehörte er auch dem NS-Dozentenbund und seit 1937 dem NS-Reichskriegerbund an. Während der Zeit des Nationalsozialismus trat er vor allem als Herausgeber der Werke Gottfried Kellers hervor. 1939 wurde er zur Wehrmacht eingezogen.
Nach dem Ende des Zweiten Weltkriegs erhielt er 1947 den Lehrstuhl in Braunschweig zurück, den er bis 1961 innehatte.
Hoppes Forschungsinteresse galt vor allem Wilhelm Raabe, dessen Werk er in der Braunschweiger Ausgabe seit 1951 herausgab. Von 1957 war er für 14 Jahre Präsident der Raabe-Gesellschaft, zu deren Ehrenpräsident er darauf folgend ernannt wurde. Er begründete 1960 das Raabe-Jahrbuch. 1968 wurde er für seine Forschungsarbeit mit dem Großen Verdienstkreuz der Bundesrepublik Deutschland ausgezeichnet. Seit 1970 war er ordentliches Mitglied der Braunschweigischen Wissenschaftlichen Gesellschaft.

## Werke (Auswahl)
- Georg Büchner als sozialpolitischer Denker. (= Dissertation Universität Leipzig), 1920, OCLC 72888704.
- Das Geistesleben in Braunschweig zur Zeit Lessings. F. Vieweg, Braunschweig 1929, OCLC 1388701.
- Der junge Wieland. In: Deutscher Poeterey. Band 8. J.J. Weber, Leipzig 1930, OCLC 3701695.
- Die Sage von Heinrich dem Löwen: ihr Ursprung, ihre Entwicklung und ihre Überlieferung. In: Schriften des Niedersächsischen Heimatbundes e.V, n.F. Band 22. Walter Dorn, Bremen 1952, OCLC 36600574.
- Sämtliche Werke. Historisch-kritische Ausgabe der Werke Wilhelm Raabes. (Braunschweiger Ausgabe, 20 Bände, 5 Ergänzungsbände). H. Klemm, Freiburg i. Br., 1951–1994, OCLC 2667950.